# Egidijus Vaitkūnas
Egidijus Vaitkūnas (* 8. August 1988 in Vilnius) ist ein litauischer Fußballspieler.

## Karriere

### Vereine
Egidijus Vaitkūnas spielte bis 2005 in der Jugend des VMFD Žalgiris Vilnius. Für den Hauptstadtverein debütierte er 2006 als Profi in der A Lyga. In den Jahren 2009 und 2010 stand er kurzzeitig bei den litauischen Klubs Banga Gargždai und Tauras Tauragė unter Vertrag. Im Jahr 2010 kehrte er zurück zu seinem Jugendklub und konnte in der Folge einige Titel mit Vilnius, darunter die Meisterschaft im Jahr 2013, gewinnen. Im Januar 2014 wechselte er gemeinsam mit seinem Teamkollegen Mantas Kuklys Leihweise zu Bohemians 1905 Prag in die tschechische Gambrinus Liga.

### Nationalmannschaft
Egidijus Vaitkūnas debütierte für die Litauische Fußballnationalmannschaft im Mai 2012, im Länderspiel gegen Russland, als er für Vytautas Andriuškevičius eingewechselt wurde. Zuvor war er bereits 13-mal in der U-21 zum Einsatz gekommen. Mit der A-Nationalmannschaft nahm Vaitkūnas am Baltic Cup 2012 und 2014 teil.

## Erfolge
mit dem VMFD Žalgiris Vilnius:
- Litauischer Meister: 2013
- Litauischer Pokalsieger: 2011/12, 2012/13
- Litauischer Supercupsieger: 2009, 2012, 2013